# Tsesar Kjui
Tsesar Kjui (født russisk: Цезарь Антонович Кюи, tr. Tsesar Antonovitj Kjui (engelsk translit.: César Cui) den 18. januar 1835 i Vilnius, død 13. marts 1918 i Sankt Petersborg) var en russisk officer, der blev kendt som komponist og musikkritiker. Han var en del af gruppen De Fem.
Kjuis fader var fransk, moderen litauisk. Da Kjui tidlig viste interesse for musik, fik han musikundervisning fra tiårsalderen. En af lærerne var den polske komponist Stanisław Moniuszko.
I 1856 mødte Kjui Milij Balakirev, og inspireret af ham kom han med i De Fem, en gruppe komponister, som arbejdede for at fremme en russisk national musikstil. Til at begynde med var Kjui en heftig forsvarer af De Fems musikestetik, men distancerede sig senere fra dem og skrev til og med enkelte nedgøringer af nogle af medlemmernes værker, eksempelvis af Modest Mussorgskijs opera Boris Godunov.
Til trods for, at Kjui forsvarede den nationale musikstil, som De Fem arbejdede for, fulgte han i beskeden udstrækning de direktiver, han selv var en af talsmændene for, og benyttede kun sjældent karakteristiske russiske folkemusikalske træk. Hans musik klinger mere "vestlig" end Pjotr Tjajkovskijs, en komponist De Fem brugte som skrækeksempel på vestlig musik.
Kjui skrev 15 operaer, men foretrak miniatureformatet, eksempelvis sange og klaverstykker. En beundring for Robert Schumann kan spores, men Kjuis musik ligger ellers faretruende tæt op ad overfladisk salonmusik. Han var den langt svageste af komponisterne i De Fem og bliver sjældent spillet.
Den skriveføre Kjui var langt mere betydelig som musikkritiker, selv om eftermælet skæmmes af en aggressiv anmelderstil og en ærkekonservativ musikopfattelse. Som et eksempel på hans kritik-stil kan nævnes omtalen af den Aleksandr Glasunov-ledede uropførelse af Sergej Rakhmaninovs Symfoni nr. 1 i d-moll 15. marts 1897. Kjui skrev at hvis der findes en koncertsal i helvede, og en komponist fik i opdrag at skrive en symfoni med de egyptiske plager som tema, ja da ville dette værk fuldt ud opfylde opdraget.